# Apistogramma arua
Apistogramma arua är en fiskart som beskrevs av Römer och Warzel, 1998. Apistogramma arua ingår i släktet Apistogramma och familjen Cichlidae. Inga underarter finns listade i Catalogue of Life.